# Miguel António do Amaral
Miguel António do Amaral (Lisboa, 1710–ídem, 1780) fue un pintor portugués.
Llegó a pintor de cámara de la corte real portuguesa, trabajando para varios miembros de la Casa de Braganza.
En 1773, Amaral recibió un encargo del rey José I para realizar dos series de retratos del rey y su esposa, Mariana Victoria de España. Tras completar ese conjunto a mediados de ese año, el nieto del rey, José, príncipe de Beira y de Brasil, le realizó un encargo similar, que incluía un segundo retrato del príncipe para su madre (la futura reina María I de Portugal).
El conjunto de estas obras, terminadas en un plazo notablemente breve (un solo año), le hicieron ganar una gran fama no solo en Portugal, sino en toda Europa.

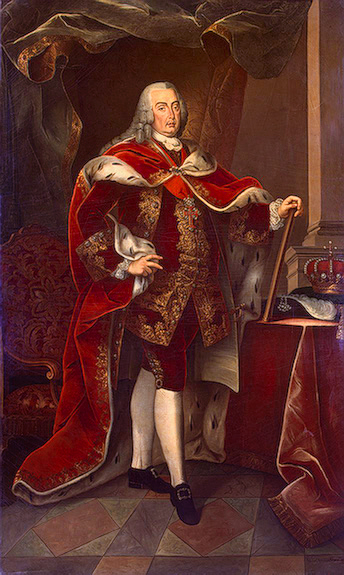
El rey José I
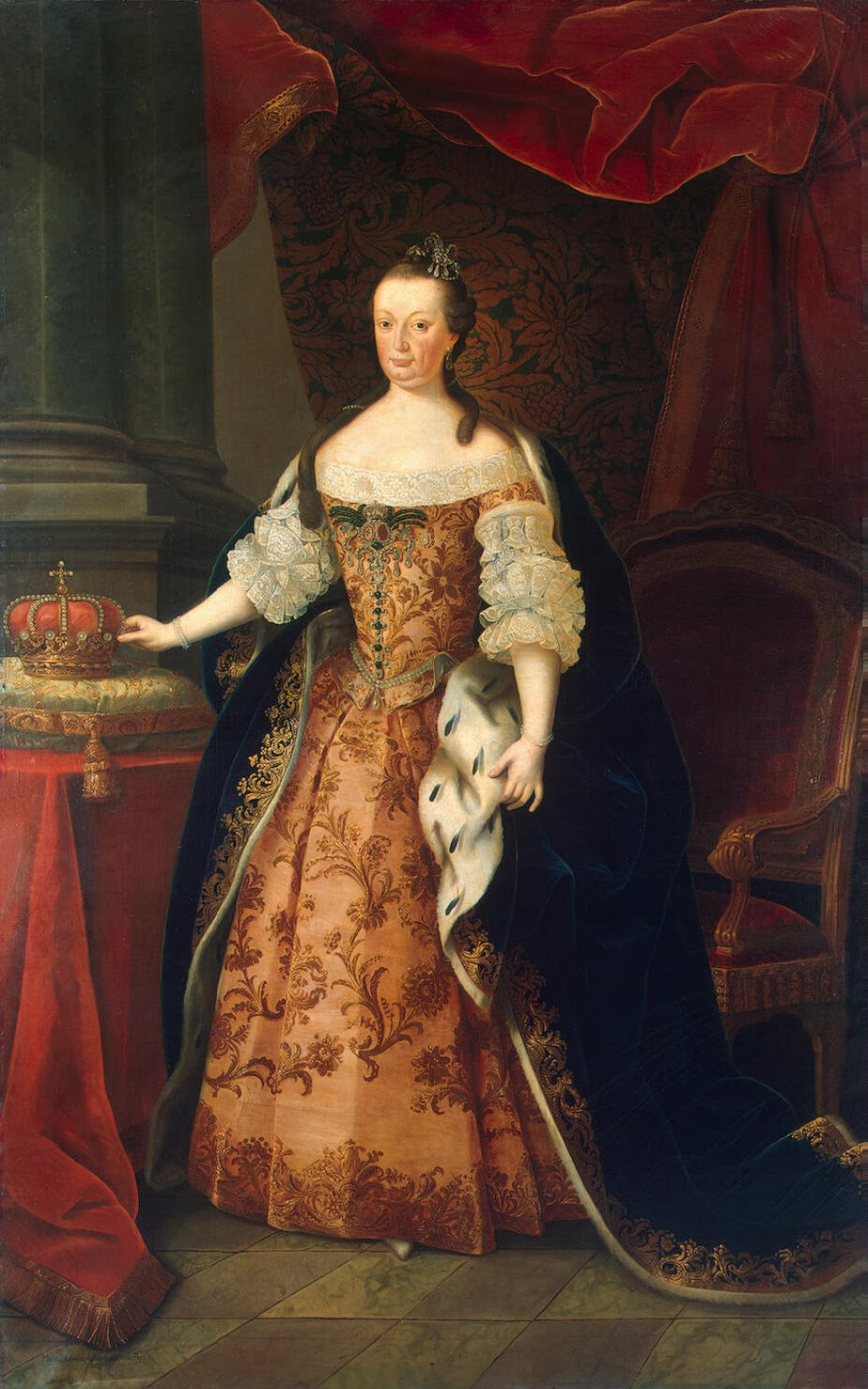
La reina Mariana Victoria.
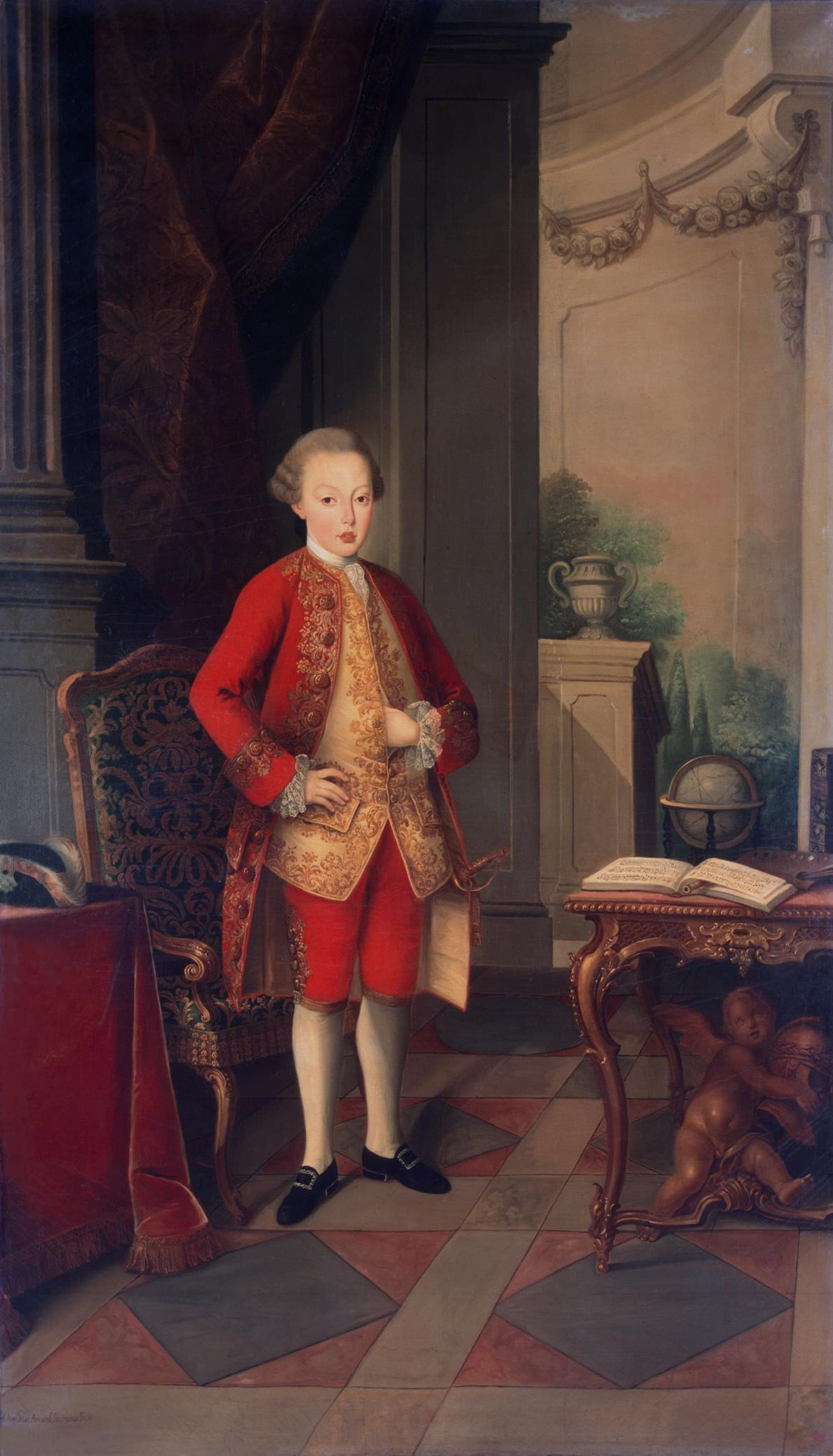
El príncipe José.
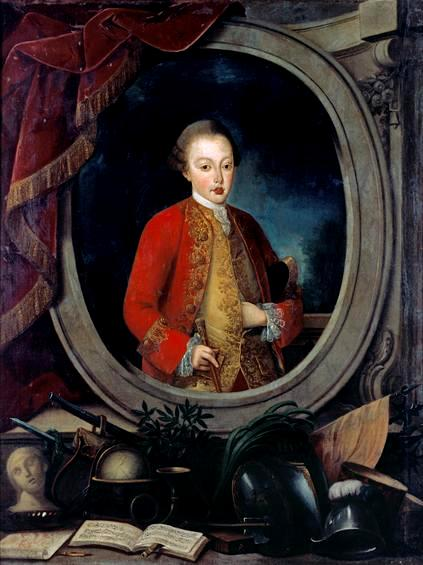
El príncipe José.
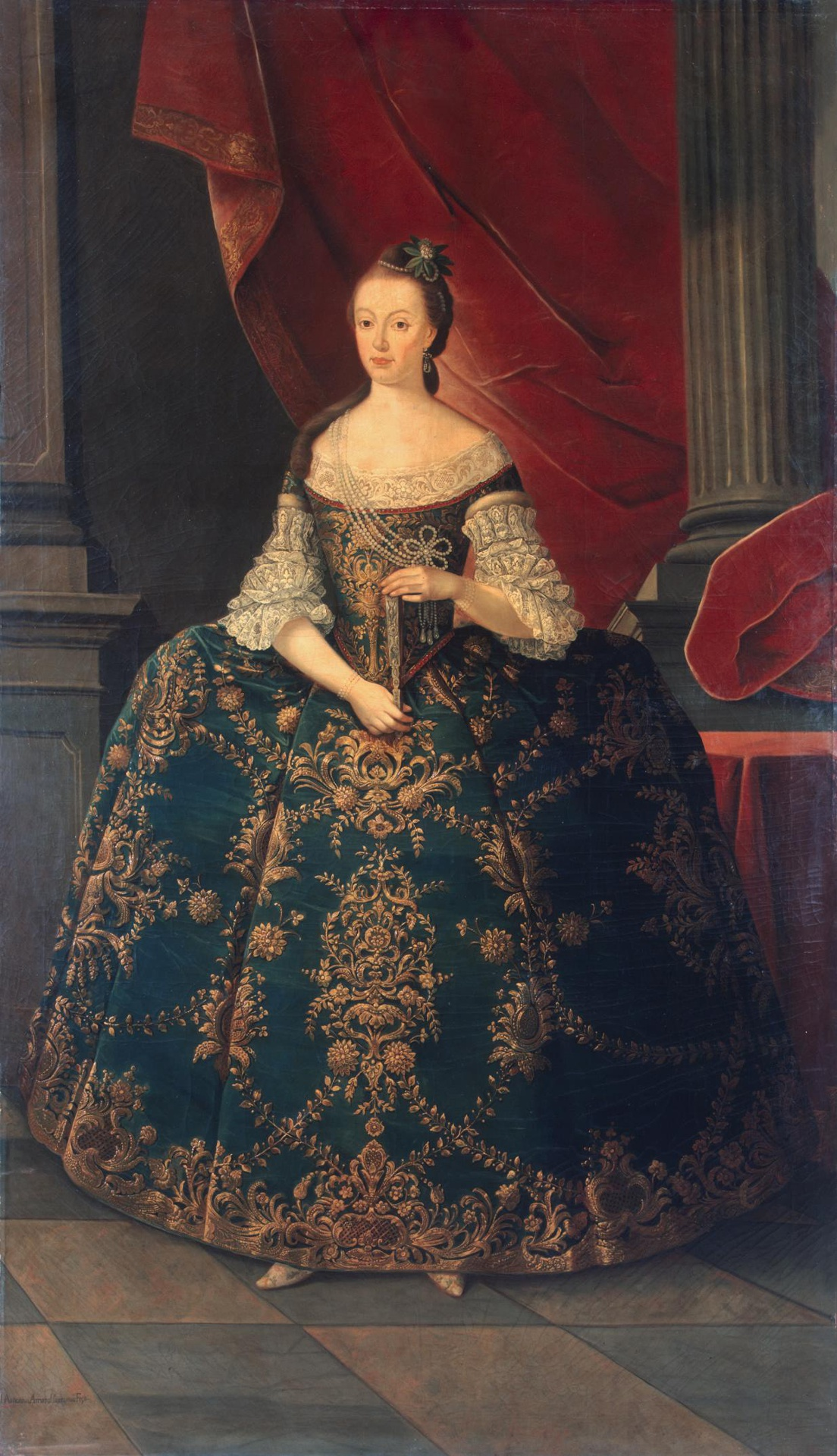
La infanta María Benedicta.